# ناحیه چندلر، شهرستان شارلوا، میشیگان
ناحیه چندلر (به انگلیسی: Chandler Township) یک منطقهٔ مسکونی در ایالات متحده آمریکا است که در شهرستان شارلووی، میشیگان واقع شده‌است.
 ناحیه چندلر  ۲۴۸ نفر جمعیت دارد و ۲۶۸ متر بالاتر از سطح دریا واقع شده‌است.